# Петрово (Любимский район)
Петрово — деревня в Любимском районе Ярославской области.
С точки зрения административно-территориального устройства входит в состав Троицкого сельского округа. С точки зрения муниципального устройства входит в состав Воскресенского сельского поселения.

## История
В 1893 году деревня относилась к волости Любимского уезда Ярославской губернии, а в 1924 году к Троицкому сельсовету Любимского района Ярославской области.
В советское время в деревне работал колхоз «Трудовик».

## Население
| 2007 | 2010 |
| ---- | ---- |
| 2    | ↘0   |

В настоящее время нежилая. 

## Достопримечательности
В деревне есть часовня, которая устроена в 1887 году крестьянином Андреем Максимовым.